# Saloumia
Saloumia ist eine ausgestorbene Gattung aus der Ordnung der Rüsseltiere. Sie gehört zu den ursprünglichen Vertretern dieser Säugetiergruppe und lebte im Mittleren Eozän vor rund 44 Millionen Jahren im westlichen Afrika. Bisher liegt lediglich ein einzelner Zahn aus dem Senegal vor. Aufgrund der ausgeprägten höckerigen Kauoberfläche steht Saloumia wohl in einer näheren verwandtschaftlichen Beziehung zu  Moeritherium. Die Gattung wurde im Jahr 2020 wissenschaftlich eingeführt, der zugehörige Fund hingegen kam bereits in den 1950er Jahren zu Tage.

## Beschreibung
Der bisher einzige bekannte Fund von Saloumia umfasst einen rechten oberen Molaren von 10,7 mm Länge und 12,3 mm Breite, dem aber der hintere Teil fehlt. Die Ausmaße des Zahns vermitteln zwischen den kleineren Eritherium und Phosphatherium und dem größeren Moeritherium. Der Zahn war niederkronig (brachyodont), deutlicher noch als bei Moeritherium. Die Kauoberfläche zeichnete sich durch vier Höcker aus (Paraconus und Metaconus wangenseitig, Protoconus und Hypoconus zungenseitig). Deren Spitzen waren aber offensichtlich noch vor der Fossilisation abgebrochen. Die vier Höcker formten je zwei Paare, die sich senkrecht zur Zahnlängsachse anordneten. Der Zahn war dadurch bilophodont gebaut, was den sehr frühen Rüsseltieren entspricht. Das vordere Höckerpaar (Paraconus und Protoconus) wies keine zusätzliche Leisten oder Grate auf, so dass von einem bunodonten Zahnbau gesprochen werden kann. Die Basen der beiden Höcker waren aber miteinander verbunden, ebenso erhob sich mit dem Paraconule ein kleines Nebenhöckerchen. Das hintere Höckerpaar (Metaconus und Hypoconus) ist beschädigt, der Hypoconus stand aber ursprünglich relativ zentral und war sehr groß, seine Ausmaße entsprachen denen des Protoconus. Seine nach innen verschobene Position unterscheidet sich von dessen eher randlichen Lage bei Moeritherium. Ein Metaconule, also ein weiteres Nebenhöckerchen, bestand am zweiten Höckerpaar nicht. Die zentrale Längsrille, die den Zahn einschließlich der beiden Höckerpaare in zwei Hälften teilt, war nur schwach ausgebildet. Ein gut entwickeltes Cingulum, ein niedriger Zahnschmelzwulst, umzog den Mahlzahn vom Paraconus über die Vorderkante bis zur zungenseitigen Zahnflanke. Die zungenseitige Lage des Cingulums teilt Saloumia als besonderes Merkmal mit Moeritherium. Sowohl auf der Zungenseite wie auf der Wangenseite des Zahns ging das Cingulum in eine Scherkante über (Entostyl und Ectostyl). Der Zahnschmelz insgesamt war dick und stark gefurcht.

## Fossilfunde
Von Saloumia liegt derzeit lediglich ein einzelner Zahn vor. Dieser wurde aus der Lam-Lam-Formation naher der Ortschaft M’Bodione Dadere nördlich der Stadt Kaolack im zentral-westlichen Teil von Senegal zu Tage gefördert. Die Landschaft in der Region ist relativ flach und wird vom Fluss Saloum durchflossen, die auflagernden Schichten bilden mehrere Meter mächtige quartäre Sande. Zugang zu Fossilaufschlüssen gewährleisten zumeist nur Brunnenschächte und Bohrungen. Die Lam-Lam-Formation besteht aus einem Kalkstein reich an Mollusken und Seeigeln (Schillkalkstein), der sich mit einem tonigen Kalkstein und mit Mergeln abwechselt. Die Kalksteine enthalten verschiedene Foraminiferen, von denen unter anderem Globigerinatheka, Cassigerinelloita und Pseudohastigerina typisch für das Lutetium sind, was dem Mittleren Eozän entspricht. Der Zahnfund dürfte somit rund 44 Millionen Jahre alt sein. Andere Wirbeltiere aus der Lam-Lam-Formation lassen sich den Strahlenflossern zuweisen. Die auflagernde spätmitteleozäne Taïba-Formation barg des Weiteren Reste eines Urwals, der wahrscheinlich den Basilosauridae nahesteht.

## Systematik
Saloumia ist eine ausgestorbene Gattung aus der Ordnung der Rüsseltiere (Proboscidea). Aufgrund ihres bilophodont gebauten Backenzahns gehört sie zu den frühesten Vertretern dieser Ordnung, die teilweise in der Gruppe der Plesielephantiformes zusammengefasst werden. Hierin stehen unter anderem auch Formen wie Eritherium, Phosphatherium, Numidotherium, Moeritherium, Daouitherium und andere, gemeinsam mit diesen Frühformen bildet Saloumia hiermit eine der bisher vollständigsten Sequenzen aus der Frühgeschichte einer Säugetierordnung. Als weiteres gemeinsames Kennzeichen der Plesielephantiformes kann der im Unterschied zu späteren Rüsseltieren noch horizontale Zahnwechsel angegeben werden. Aus systematischer Sicht wurde Saloumia noch keiner bestimmten Familie innerhalb der Rüsseltiere zugewiesen. Das wiederum bunodonte, also höckerige Kauflächenmuster des Zahns verbindet die Gattung stärker mit Moeritherium als mit den anderen frühen Formen wie Phosphatherium, Numidotherium oder Barytherium, die sich durch stärkere Leistenbildungen zwischen den Höckern, also lophodonte Zähne, auszeichnen. Weitere Gemeinsamkeiten mit Moeritherium finden sich in dem gewinkelten Zahnschmelz und dem zungenseitig ausgebildeten Cingulum. Möglicherweise steht Saloumia dadurch an der Basis der Entwicklung moeritheriider Rüsseltiere.
Die wissenschaftliche Erstbeschreibung von Saloumia erfolgte im Jahr 2020 durch Rodolphe Tabuce und Forscherkollegen basierend auf dem Zahnfund aus der Lam-Lam-Formation im zentral-westlichen Senegal. Der Gattungsname leitet sich vom Fluss Saloum ab, der die insgesamt flachwellige Landschaft der Typusregion durchfließt. Gemeinsam mit der Gattung wurde die Art S. gorodiskii aufgestellt. Das Artepitheton ehrt den Geologen Alexandre Gorodiski, der 1952 den Zahn bei Kartierungsarbeiten in der Region um M’Bodione Dadere in einem 20 m tiefen Brunnenschacht entdeckt hatte. Gorodiski publizierte ein Jahr später den Fund gemeinsam mit René Lavocat. Dabei verwiesen sie ihn zu Moeritherium, merkten aber an, dass der deutlich stärkere bunodonte Charakter des Molaren im Vergleich zu Moeritherium eventuell einen eigenständigen Gattungsstatus rechtfertigen würde.